# Brecksville (Ohio)
Brecksville es una ciudad ubicada en el condado de Cuyahoga en el estado estadounidense de Ohio. En el Censo de 2010 tenía una población de 13656 habitantes y una densidad poblacional de 267,82 personas por km².

## Geografía
Brecksville se encuentra ubicada en las coordenadas 41°18′26″N 81°37′12″O / 41.30722, -81.62000. Según la Oficina del Censo de los Estados Unidos, Brecksville tiene una superficie total de 50.99 km², de la cual 50.7 km² corresponden a tierra firme y (0.57%) 0.29 km² es agua.

## Demografía
Según el censo de 2010, había 13656 personas residiendo en Brecksville. La densidad de población era de 267,82 hab./km². De los 13656 habitantes, Brecksville estaba compuesto por el 93.33% blancos, el 1.74% eran afroamericanos, el 0.06% eran amerindios, el 3.45% eran asiáticos, el 0.01% eran isleños del Pacífico, el 0.28% eran de otras razas y el 1.13% pertenecían a dos o más razas. Del total de la población el 1.41% eran hispanos o latinos de cualquier raza.